# The Return of the Native (película)
The Return of the Native (conocida en España como El regreso del nativo) es una película de drama de 1994, dirigida por Jack Gold, escrita por Robert W. Lenski y basada en la novela The Return of the Native de Thomas Hardy, musicalizada por Carl Davis, en la fotografía estuvo Alan Hume y los protagonistas son Catherine Zeta-Jones, Clive Owen y Ray Stevenson, entre otros. El filme fue realizado por British Broadcasting Corporation (BBC), Craig Anderson Productions y Hallmark Hall of Fame Productions, se estrenó el 4 de diciembre de 1994.

## Sinopsis
Eustacia Vye es una bella y misteriosa joven que anhela irse de Edgon Heaths, allí vive junto a su abuelo. En el momento que Clym Yeobright vuelve de París al pueblo donde nació, se enamora de Eustacia. Pero también el joven Damon Wildeve, cautivado por la hermosura de la muchacha, decide posponer su casamiento.